# 1322

## Esdeveniments
- Incorporació del Comtat d'Empúries a la Corona.
- Lluís de Baviera derrota Frederic d'Àustria en la lluita pel tron d'emperador del Sacre Imperi Romanogermànic.
- Primera documentació d'una espardenya.
- París, Regne de França: Jacoba Félicié que exercia com a metge a París és acusada pel procurador degà de Facultat de Medicina la Universitat de París, davant la cúria arquebisbal, de practicar il·legalment la medicina a París i el seu entorn. Declarada culpable se li advertí que si tornava a practicar la medicina seria excomunicada i condemnada a pagar seixanta lliures parisenques.

## Naixements
Països Catalans
Resta del món

## Necrològiques
Països Catalans
Resta del món